# Jean-Michel Proust
Jean-Michel Proust né le 12 juin 1957 à Lens, est un producteur-animateur  de radio et de télévision, journaliste de presse spécialisée, directeur artistique de festivals et programmateur de clubs de jazz. Il est également saxophoniste, compositeur et chef d’orchestre. Il est élu Président de l’Académie du Jazz en janvier 2023.

## Biographie

### Formation
Jean-Michel Proust découvre le jazz au lycée Rabelais de Meudon, en parallèle il étudie le saxophone au Conservatoire d’Issy les Moulineaux  dans la classe de Jean Ledieu. Après son baccalauréat  il s'inscrit en 1975 à l'Institut des arts de diffusion (IAD) de Bruxelles dont il ressort diplômé en 1979. Après un premier emploi comme directeur de l’animation du Méridien à Dakar, il fait ses débuts à la radio comme animateur sur RFM en 1982. Avec l’orchestre dont il est un des cofondateurs, Ornicar Big Band, il est lauréat du Prix de La Défense 1982. Il mène alors deux activités de front : animateur radio-journaliste et musicien.

## Carrière

### Radio
- 1982 : RFM, animateur
- 1982 - 1983 : France Inter, un des  animateurs de l'émission « Les Bleus de la Nuit » produite par Michel Bichebois[2].
- 1983 - 1987 : Radio France International, producteur et animateur de « Les Après-midis de RFI »[3].
- 1983 - 1987 : Radio Bleue, producteur et animateur de « Cinéma m’était conté »[4].
- 1987 - 1994 : France Inter, producteur et animateur de « Plus près des étoiles » puis « Du côté de chez swing »[5],[6].
- 1994 - 1998 : Europe 1, producteur et animateur de « La Boîte de Jazz »[7].
- 1999 - 2005 : TSF Jazz, directeur des programmes de la radio.

### Télévision
- 1997 - 1998 : France Supervision, présentateur de «Coup de cœur », émission produite par Jean-Yves Casgha[8].
- 1999 - 2002 : MUZZIK, concepteur avec Reynald Gresset et présentateur de « Autour de mes nuits »[9].

### Presse écrite et Internet
- 1976 - 1981 Marie-Claire.
- 1989 - 1992 Jazz Hot
- 1992 - 1994 Jazzman
- 1994 - 1997 Jazz Magazine
- 2000 - 2009 Nouvel Obs
- 2012 - 2015 QOBUZ (au titre de Rich Content Editor)
- 2015 - 2017 co-création KOWOK, le site révélateur de talents[10]

### Directeur artistique

#### Labels
- 1985 : Création du label Big Blue Records avec Jean-Marc Fritz[11]
- 1995 - 2004 : Black & Blue - Direction artistique des collections The Definitive Black & Blue Sessions, Isabel, Blues Power.
- 1998 : EMI-Music France.  Direction artistique et communication des labels Blue Note, Capitol, Pacific, Roulette, Aladdin, Imperial, etc.

#### Disques
- 1984 : « Mais où est donc Ornicar » avec Joe Henderson (BBR C9208)
- 1986 : « Le retour d’Ornicar » (IDA Records 009)
- 1986 : « Je hais les acteurs » Musique du film de Gérard Krawczyk (Carrere 682)
- 1989 : « Jazz Cartoon » (BBR C8902)
- 1991 : « L’incroyable Huck ! »  (BBR C9106)
- 1996 : Harlem Nocturne (Black & Blue / Night & Day).
- 2008 : Until It’s Time For You To Go (Cristal Records / Harmonia Mundi)
- 2011 : Patricia Bonner & Trombones « What Is There To Say » (Teranga Prod )[12].
- 2011 : Stefan Patry « Organ Groove Explosion » (Must Records)
- 2012 : Christophe Dunglas Quartet « Mulligan Vocal »[13].
- 2014 : Flying Home (Big Blue Records )
- 2015 : Swingin’ Tenors (Big Blue Records )[14].
- 2016 : Patricia Bonner « A Song For You » (Teranga Prod )[15].
- 2016 : Jean-Marc Fritz « More & More Friends » (Big Blue Records )[16]
- 2022 : Jean-Michel Proust Quartet « To Barney Wilen Vol. 1 » (Fremeaux & Associés)
- 2022 : Jean-Michel Proust Quartet « To Barney Wilen  Vol. 2 » (Fremeaux & Associés)

#### Clubs de jazz
- Jazz Café Montparnasse depuis janvier 2020
- 2006-2010 : Le Duc des Lombards

#### Festivals
- 2000 -2004 : Les Sommets du Jazz de Serre-Chevalier, création du festival, direction artistique.
- Jazz Legend Festival  au Duc des Lombards, de juillet 2008 à 2010, création du festival, direction artistique[17]..
- Depuis 2010 : Jazz Au Phare - Île de Ré, co-création du festival avec Jean Chavinier, direction artistique[18],[19].
- 2012 - 2015 :Jazz à Fouras, direction artistique[20].
- Depuis 2013 : Guitares au Beffroi, création mars 2013 (Montrouge), 9e édition en 2021 sous la nouvelle appellation Paris Guitar Festival de Montrouge[21]
- 2012-2016 : Jazz à Clamart[22].

### Musicien

#### Saxophoniste et chef d'orchestre
- 1971 - 1973 : Green Nuts Jazz Band, orchestre amateur du lycée Rabelais de Meudon
- 1978 - 1995 : Ornicar Big band co-création avec Philippe et François Laudet, Jean-Marc Fritz et Pierre Maingourd.
- 1987 - 1992 : co-création avec Jean-Michel Bernard et saxophoniste des Lobes Trotters, l’orchestre de L’Oreille en coin sur France Inter
- 1992 - 2005 : Harlem Nocturne (devenu Swingin' Tenors en 2013), saxophoniste
- 1995 - 2010 : Groove Brothers, co-leader et saxophoniste
- 2005 - 2013 : Jean-Michel Proust Quintet, chef d'orchestre
- 2008 - 2011 : Duc's House Quartet, chef d'orchestre
- Depuis 2013 : Flying Home, co-direction avec Armel Amiot
- Depuis 2017 : Fritz & Cats, saxophoniste
- Depuis 2020 : Jean-Michel Proust Quartet, chef d'orchestre

#### Discographie (sous son nom)
- 1996 : Harlem Nocturne avec René Gervat, Emmanuel Bex, Gilles Renne et Vincent Cordelette (Black & Blue / Night & Day).
- 2008 : Until It’s Time For You To Go avec Fabien Mary, Pierre Christophe, Michel Rosciglione et François Laudet (Cristal Records / Harmonia Mundi).
- 2014 : Swingin’ Tenors avec René Gervat, Pierre Christophe, Cédric Caillaud et François Laudet (Big Blue Records).
- 2014 : Flying Home avec Armel Amiot, Oscar Marchioni, Sysdney Haddad et François Laudet (Big Blue Records).
- 2022 : To Barney Wilen Volume 1 avec Jean-Philippe Bordier, Raphael Devers, Mourad Benhammou (Frémeaux & Associés)
- 2022 : To Barney Wilen Volume 2 avec Jean-Philippe Bordier, Nicola Sabato, Germain Cornet et Patricia Bonner (Frémeaux & Associés)

## Responsabilités associatives et administratives
- Président de l’Académie du Jazz depuis janvier 2023
- Membre du conseil d’administration et présentateur des Django d’Or.
- Membre du bureau de l’Académie du Jazz[23].
- Membre de l’Académie Charles-Cros[24].
- Membre de la SCAM (auteur), de la Sacem (compositeur), de l'ADAMI et de la Spedidam (interprète).
- 2008 - 2012 : Président de l’Association Paris Jazz Club Festival - Fédération des clubs de jazz de Paris – Île de France

## Prix, distinctions, hommage
- 1981 : Prix de La Défense avec l’orchestre dont il est l’un des cofondateurs : Ornicar Big Band

- 2005: Chevalier des Arts et Lettres
- 2014 : Flying Home est récompensé d’un Must TSF
- 2022 : Les volumes 1 et 2 du « To Barney Wilen » sont Must TSF, 4**** Jazz Magazine et Choc de la revue Classica.

## Livre
- Co-auteur du livre « Au Duc des Lombards» , (Ed. L'Élocoquent)[25]
- Auteur du livre «Ce jour où j’ai rencontré Frank Ténot, une histoire de TSF JAZZ»  (Ed. L'Élocoquent)